# Ectactolpium kalaharicum
Ectactolpium kalaharicum är en spindeldjursart som beskrevs av Beier 1964. Ectactolpium kalaharicum ingår i släktet Ectactolpium och familjen Olpiidae. Inga underarter finns listade i Catalogue of Life.